# نغر أحمر الجبهة
نعار أحمر الجبهة او البسبوس احمر الجبهة (الاسم العلمي: Serinus pusillus) هو طائر ينتمي إلى فصيلة الشرشوريات (فصيلة: Fringillidae).